# Slovenská Ľupča (stacja kolejowa)
Slovenská Ľupča – stacja kolejowa znajdująca się we wsi Slovenská Ľupča w kraju bańskobystrzyckim na linii kolejowej 172 Banská Bystrica – Červená Skala na Słowacji.